# Свенцехова (гміна)
Гміна Свенцехова (пол. Gmina Święciechowa) — сільська гміна у північно-західній Польщі. Належить до Лещинського повіту Великопольського воєводства.
Станом на 31 грудня 2011 у гміні проживало 7505 осіб.

## Географія
Річки: Кжицькі-Рув.

## Територія
Згідно з даними за 2007 рік площа гміни становила 134.97 км², у тому числі:
- орні землі: 61.00%
- ліси: 32.00%

Таким чином, площа гміни становить 16.77% площі повіту.

## Населення
Станом на 31 грудня 2011:
| Опис     | Загалом | Загалом | Чоловіки | Чоловіки | Жінки | Жінки |
| -------- | ------- | ------- | -------- | -------- | ----- | ----- |
| одиниця  | осіб    | %       | осіб     | %        | осіб  | %     |
| все      | 7505    | 100     | 3721     | 49.58    | 3784  | 50.42 |
| міське   | 0       | 100     | 0        |          | 0     |       |
| сільське | 7505    | 100     | 3721     | 49.58    | 3784  | 50.42 |

## Сусідні гміни
Гміна Свенцехова межує з такими гмінами: Влошаковіце, Всхова, Ґура, Ліпно, Ридзина.